# Luperosaurus corfieldi
Luperosaurus corfieldi là một loài thằn lằn trong họ Gekkonidae. Loài này được Gaulke, Rösler & Brown mô tả khoa học đầu tiên năm 2007. Nó là loài đặc hữu Philippines (Panay, Negros).